# Zona nerítica

1. Región nerítica: cercana a la costa, hasta el límite de la plataforma continental.

La zona nerítica es la parte relativamente poco profunda del océano (hasta los 200 metros) y que está justo por encima de la caída de la plataforma continental. Desde el punto de vista de la biología marina, forma un entorno relativamente estable y bien iluminado para la vida marina, desde el plancton hasta los grandes peces y corales. 
Es una Zona considerada de buena fotosíntesis, pues recibe abundante luz solar, de baja presión atmosférica y de temperatura estable.
Es la zona más abundante de animales, y con menos del 10% de la superficie oceánica total tiene una producción pesquera que es casi la mitad de la total generada por el océano. Por extensión, se denominan «organismos neríticos» a aquellos organismos vivos, animales o vegetales, que viven en aquel hábitat. 
La zona litoral es la que se ve afectada por la oscilación de las mareas. Desde la oceanografía física, se ve como el lugar donde el sistema oceánico interactúa con la costa.

## Zona nerítica o litoral
Comprende toda el agua que está sobre la plataforma continental y se subdivide en:
- Supralitoral: está situada por encima de las altas mareas; no es bañada por el agua de mar.
- Sublitoral o infralitoral: está más allá del límite de la marea más baja y continúa hasta el término de la plataforma continental.

En esta parte de la costa encontramos fauna del fondo del mar, o bentos, y organismos acuáticos que nadan libremente, o necton, y en la superficie el plancton, que sustenta en gran medida el ecosistema marino.
Entre las especies bentónicas están las esponjas, corales, vermes o gusanos marinos (planarias, nemertinos, nematodos y poliquetos), algunos moluscos como el loco, equinodermos como el erizo rojo y también holoturias o pepinos de mar.
Entre los vertebrados de esta zona encontramos peces, que en el litoral peruano superan las mil especies, como los congrios dorado, colorado y negro, distintas especies de merluzas, jurel, sardina, anchoveta, sierra, cojinovas del norte, sur y moteada, corvina, albacora y tollo; aves marinas que suelen seguir a los barcos pesqueros, como los petreles, albatros, golondrinas de mar y fardelas; reptiles, cinco especies de tortugas de mar que suelen llegar de vez en cuando a nuestro litoral, y la curiosa y muy venenosa víbora de mar de origen tropical, que en Chile solo se encuentra en las costas de la Isla de Pascua; y mamíferos, como nutrias, lobos de mar, focas, cetáceos con dientes u odontocetos (delfines, toninas, calderones y cachalotes) y con barbas o misticetos (ballenas y rorcuales).
- Datos: Q576725